# Badklåda
Badklåda, simmarklåda, cerkariedermatit är en självläkande parasitsjukdom som drabbar människor vid bad i sött eller bräckt vatten. Badklåda orsakas av cerkarier – larver till arter i släktet Trichobilharzia, en vanlig inälvsparasit hos fåglar – som hos fåglar orsakar så kallad fågelbilharzia. Cerkarierna utvecklas som parasiter i vissa sötvattenssnäckor, och badklåda är därför vanligast efter bad i till exempel insjöar. 
Larverna kan borra sig in någon millimeter i huden, men hos människor dör de relativt snabbt. De döda larverna ger dock upphov till klåda, och utslag som kan påminna om myggbett. Utslagen blommar vanligtvis ut inom några timmar efter bad. Ibland, särskilt vid upprepade angrepp, kan det även uppstå blåsor. Klådan går över efter något dygn, och blåsorna försvinner efter någon vecka. Enstaka personer kan få kraftigare allergiska reaktioner med feber, eller ömmande infektion i huden. 
Cerkarierna simmar fritt i ytvattnet och finns mest på grunt vatten. De är för små för att ses med blotta ögat. Vid de rutinmässiga provtagningarna av badvatten kontrolleras förekomst av bakterier och algblomning men inte cerkarier. Badplatser där badande rapporterar klåda efter bad behöver inte stänga, men Folkhälsomyndigheten rekommenderar information till allmänheten. Man kan eventuellt minska risken för badklåda om man duschar och gör ren huden efter badet. Badklåda smittar inte mellan människor. 
Badklådan påminner till spridningssättet om den betydligt allvarligare snäckfebern, även kallad bilharzia.